# Sant Just i Sant Pastor de Guixà
Sant Just i sant Pastor de Guixà era una antiga església del poble nord-català desaparegut de Guixà, del terme comunal d'Orellà, a la comarca del Conflent.
Es desconeix la seva situació, si bé se la situa a l'indret on avui hi ha una masia a l'antic poble de Guixà, a uns 8 km. al nord-oest del poble d'Orellà.
Aquesta església és documentada en una donació de l'any 1375.